# 志垣めぐみ
志垣 めぐみ（しがき めぐみ、1974年1月21日 - ）は、日本のトライアスロン選手である。熊本県出身。

## 来歴
高校時代は陸上競技でインターハイ出場。卒業後は旭化成に進み、中長距離選手として成績を残すが、腰痛のため1995年に陸上を引退。
腰痛克服のためトライアスロンを始め、やがて競技に参加。1998年世界ロングディスタンス選手権でアジア初となる銅メダル獲得。
1999年、オリンピック（ショート）ディスタンスに参戦し、オリンピック強化選手にも選ばれた。2005年には自国開催の世界選手権蒲郡大会に日本代表として出場。
2006年、ショート引退。アイアンマンに転向。2009年、アイアンマン世界選手権出場を果たす。

## 主な成績
- 1998年世界ロングディスタンストライアスロン選手権 3位